# Famille de la Pommeraie
La famille de La Pommeraie est une famille attachée au service de la famille de Laval, en Mayenne. Elle possédait les terres du Verger de Montigné et d'Entrammes. Cette famille s'éteignit au commencement du XVIIe siècle, dans la personne de Jeanne, dame de la châtellenie d'Entramnes, du Verger, etc., seule héritière de sa maison, mariée à François de Birague.

## Filiation
- Maurice de la Pommeraie, écuyer dans la compagnie de Guy XIII de Laval en 1411.
  - Jean de la Pommeraie, augmente la fortune de la famille.
    - François de la Pommeraie, accroit encore la fortune de la famille. Il est greffier à Laval en 1492, contrôleur des finances de Guy XVI de Laval, député par lui avec René Hennier à la proclamation de la nouvelle Coutume du Maine en 1508.
      - Olivier de la Pommeraie, curé de Montigné, chantre en 1531, puis doyen de Saint-Tugal de Laval en 1534, dirige aussi à Laval et à Paris les affaires financières du comte de Laval. Il vend le château du Verger de Montigné et la seigneurie à Georges de la Pommeraie, son frère, pour une rente de 100 écus d'or, rachetable par le versement en 3 fractions de 3 000 écus d'or, le 23 juillet 1545.
      - Georges de la Pommeraie, capitaine de la Bretèche.
      - Gilles de la Pommeraie, baron d'Entrammes, magistrat et diplomate.
        - Jean de la Pommeraie, attaché aussi au service du roi, ne laisse en mourant de Jeanne de Rosmadec sa femme, qu'une fille unique.
          - Jeanne de la Pommeraie, pupille de Renée de Charnières, que Charles IX appelle auprès de la reine-mère en 1574, promettant de lui « moyenner une alliance convenable ». Elle épouse François  de Birague, qui devient ainsi seigneur d'Entrammes.